# 冠毛嵴吻海龍
冠毛嵴吻海龍（学名：Histiogamphelus cristatus），为輻鰭魚綱棘背魚目海龍魚科嵴吻海龙属的其中一種，分布於南澳大利亞海域，體長可達26.5公分，棲息在大陸棚，卵胎生。